# Spencer Garrett
Spencer Garrett, född 19 september 1963 i Los Angeles, är en amerikansk skådespelare.
Garrett har bland annat medverkat i TV-serien Winning Time: The Rise of the Lakers Dynasty. Han har även medverkat i filmerna Once Upon a Time in Hollywood och Air Force One.

## Filmografi (i urval)
- 1997 – Air Force One
- 2007 – I Know Who Killed Me
- 2007 – Charlie Wilson's War
- 2013–2014 – The Legend of Korra (TV-serie)
- 2015–2016 – Aquarius (TV-serie)
- 2019 – Once Upon a Time in Hollywood
- 2022 – Winning Time: The Rise of the Lakers Dynasty (TV-serie)